# 1812
1812. је била преступна година.

## Догађаји

### Фебруар
- 12. фебруар — Елбриџ Џери је потписао

```
изборни закон у 
Масачусетсу
, и при томе увео тај облик изборни инжењеринг познат као 
џеримандеринг
.
```

### Мај
- 28. мај — Османско царство и Руска Империја потписале су Букурешки мир којим је окончан Руско-турски рат.

### Јун
- 18. јун — Конгрес САД је усвојио декларацију о објави рата Великој Британији.
- 24. јун — Трупе Наполеона Бонапарте (611.000 војника) прешле су реку Њемен и ушле на територију Русије, стога је и започета велика, Наполеонова инвазија на Русију.

### Јул
- 17. јул — Скупштина у Тополи
- 18. јул — потписан Мир у Еребру
- 22. јул — Британска војска под командом војводе Велингтона је поразила француску војску у бици код Саламанке.

### Август
- 15. август — 16. август – Великогоспојинска скупштина у манастиру Враћевшници
- 17. август — 18. август — Битка код Полоцка
- 24. август — Француски маршал Николас Султ је прекинуо двогодишњу опсаду Кадиза након француског пораза код Саламанке.

### Септембар
- 7. септембар — Бородинска битка

### Октобар
- 18. октобар — Наполеонове трупе су почеле повлачење из Москве.
- 18. октобар — Битка код Тарутина
- 18. октобар — 19. октобар — Друга битка код Полоцка
- 24. октобар — Битка код Малојарославеца

### Децембар
- 30. децембар — потписана Таурогенска конвенција

### Датум непознат
Откривен град Петра.

## Рођења

### Јануар
- 13. јануар — Виктор де Лапрад, француски песник и критичар
- 28. јануар — Илија Гарашанин, српски политичар

### Фебруар
- 7. фебруар — Чарлс Дикенс, енглески писац.
- 16. фебруар — Хенри Вилсон, 16. потпредседник САД

### Март
- 22. март — Стивен Перл Ендруз, амерички анархиста и аболициониста

### Април
- 14. април — Џорџ Греј, 11. премијер Новог Зеланда

### Август
- 12. децембар — Гистав Флобер, француски реалиста.

## Смрти

### Фебруар
- 24. фебруар — Етјен-Луј Малус, француски физичар

### Март
- 20. април — Џорџ Клинтон, амерички политичар

### Мај
- 11. мај — Спенсер Персивал, британски политичар

### Јун
- 16. јун — Франц Пфор, немачки сликар
- 20. јул — Јаков Куљнев, руски генерал

### Август
- 7. септембар — Луј Монбрен, француски генерал
- 12. септембар — Петар Багратион, руски генерал

### Октобар
- 24. октобар — Алексис Јозеф Делзон, француски генерал
- 29. октобар — Клод Мале, француски генерал